# Kilinochchi (stad)
Kilinochchi (Tamil: கிளிநொச்சி, Kiḷinochchi; Singalees: කිලිනොච්චිය, Kilinŏchchi; ook geschreven als Kilinocci) is een kleine stad gelegen in het district Kilinochchi, in het noorden van Sri Lanka, ongeveer 100 km zuidoostelijk van Jaffna. Kilinochchi was tot 2 januari 2009 het hoofdkwartier en de hoofdstad van de verzetsbeweging de Tamiltijgers. Na een aanval uitgevoerd vanuit drie richtingen heroverde het Sri Lankaanse leger de stad.

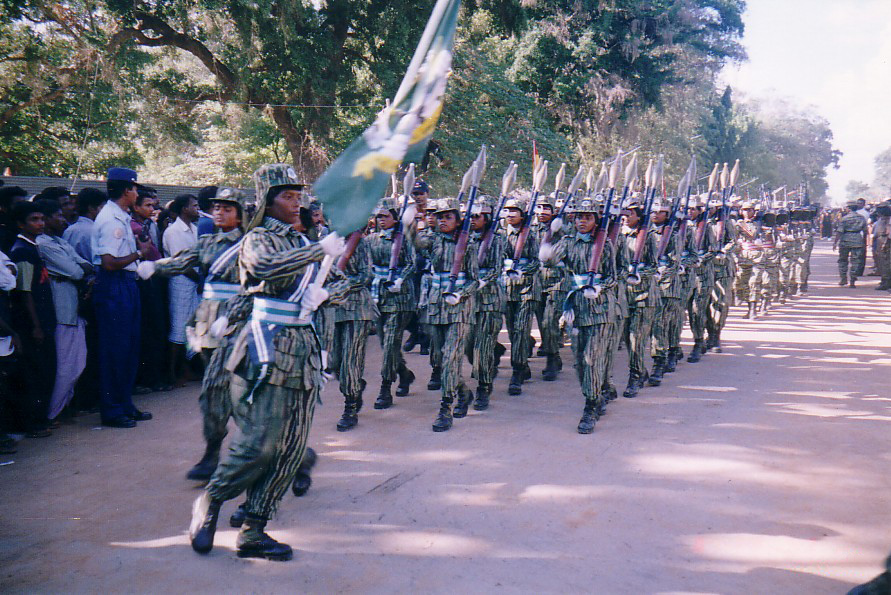
Parade van vrouwelijke troepen in Kilinochchi in 2002